# 24-й егерский полк
24-й егерский полк

## Места дислокации
В 1820 году —  Батурин. Второй батальон полка на поселении в Могилевской губернии

## Формирование полка
Сформирован 13 июня 1806 г. полковником Властовым, в составе трёх батальонов. По упразднении егерских полков 28 января 1833 г. все три батальона были присоединены к Ладожскому пехотному полку. В 1863 г. вторая половина Ладожского полка пошла на формирование Островского пехотного полка, в котором были сохранены старшинство и знаки отличия 24-го егерского полка.

## Кампании полка
В год своего формирования полк в составе корпуса Беннигсена принял участие в войне с Францией и сражался при Пултуске, при Прейсиш-Эйлау, при Гейльсберге и при Фридланде. В Шведскую войну 1808—1809 годов егеря находились при поражении шведов у Ляннявирты, занятии Вазы и в делах при Линтулаксе, Перхо, Карстула, Калаиоки, а затем, в составе корпуса графа Шувалова, совершили поход в Умео.
Оба действующих батальона состояли в 5-й пехотной дивизии корпуса Витгенштейна; гренадерская рота 2-го батальона состояла во 2-м сводно-гренадерском батальоне той же дивизии; запасной батальона находился в гарнизоне Риги.
Во время Отечественной войны 1812 года полк доблестно участвовал в сражениях при Якубове, Клястицах, под Полоцком и в Березинской операции. За эту войну 13 апреля 1813 годов полку были пожалованы серебряные трубы с надписью «24-го егерского, 1813 г. апреля 13 дня, за мужество и храбрость против французских войск». В Заграничной кампании 1813 году егеря участвовали в сражениях при Люцене, Бауцене, Дрездене и Лейпциге, а в 1814 году находились при блокаде Страсбурга и в сражениях при Бар-сюр-Об, Арси-сюр-Об, Фер-Шампенуазе и при взятии Парижа.

## Знаки отличия полка
Из знаков отличия 24-й егерский полк имел две серебряные трубы с надписью «За отличие при поражении и изгнании неприятеля из пределов России 1812 г.», пожалованные 13 апреля 1813 г. Впоследствии эти трубы были переданы в Артиллерийский музей, а взамен их Островскому полку выданы новые с несколько изменённой надписью. Кроме того, 13 июня 1906 г. 100-му пехотному Островскому полку было пожаловано полковое Георгиевское знамя с надписью «За отличие в 1812 году против французов и за Севастополь в 1854 и 1855 годах», первая часть надписи сделана в память подвигов 24-го егерского полка.

## Шефы полка
- 23.06.1806 — 16.03.1807 — полковник Приоуда, Пётр Карлович
- 09.04.1807 — 20.04.1807 — генерал-майор Фок, Борис Борисович 1-й
- 20.04.1807 — 04.12.1807 — полковник Огарёв
- 12.12.1807 — 01.09.1814 — полковник (с 18.10.1812 генерал-майор) Властов, Егор Иванович

## Командиры полка
- 27.07.1806 — 12.12.1807 — подполковник Властов, Егор Иванович
- 28.03.1811 — 31.10.1812 — подполковник Сомов
- 01.06.1815 — 14.03.1816 — полковник граф де Мендоза-Буттело, Иосиф Степанович
- 14.03.1816 — ? — подполковник (с 30.08.1816 полковник) Лаптев 2-й